# Черепаха жовтообідкова
Черепаха жовтообідкова (Cuora flavomarginata) — вид черепах з роду Шарнірна черепаха родини Азійські прісноводні черепахи. Інша назва «китайська шарнірна черепаха».

## Опис
Загальна довжина карапаксу сягає 20 см. Голова невелика, зазвичай стиснута з боків. Панцир опуклий. Зазвичай карапакс трохи довше пластрона — це спостерігається, як в самому юному віці, так і у дорослих черепах. Пластрон з'єднується з карапаксом не кістяним мостом, як у більшості черепах, а більш рухливими з'єднаннями, яке називають лігаментит. Скріплений таким чином панцир здатний щільно закриватися, забезпечуючи його власниці надійний притулок у разі небезпеки. На передніх кінцівках по 5 кігтів, на задніх — по 4. У самців хвіст ширше і довше, ніж у самиць, іноді за своїми контурами хвіст нагадує трикутник.
У дорослих особин карапакс і пластрон мають темно—коричневе забарвлення, по коричневому фону проходить уздовж спини чітка жовто—кремова смуга, пластрон облямований. неначе ободком, світло—жовтим кольором. Лапи коричневі. Верх голови світло—зелений, від очей до маківки йдуть яскраві жовті смуги. Підборіддя і шия забарвлені в ніжний абрикосовий, рожевий або жовтий колір.

## Спосіб життя
Полюбляє субтропічні місцини, ліси з водоймою, густу рослинність. Обирає вологі береги і серед трави і чагарнику влаштовує свої сховища. В одному місці можуть зустрітися до 100 черепах. Часто вони трапляються на рисових полях. Здатна переносити спекотну вологе літо (31,4 °C) і холодну зиму (24,2 °C).
Харчується земляними хробаками, равликами, слимаками, борошняними хробаками, фруктами, овочами.
Під час спаровування ці черепахи діють витончено і спритно. Самець, правда, дряпає і кусає самицю, як це властиво усім черепахам, однак за черепашачими стандартами, все відбувається галантно. Самий чудернацький момент можна спостерігати, коли самець витягує перед самицею шию і треться головою об підборіддя самки. Цей ритуал повторюється кілька разів. Іноді самець і самиця ганяються один за одним, щоб перевернути догори ногами. Залицяння супроводжується черепашачими піснями, що нагадують свист. Несподівано грайливий настрій змінюється серйозністю: самець кусає самку спереду і трясе її. Вона ховає голову і передні лапи у панцир. Тоді самець дереться на її карапакс. Вся церемонія відбувається на землі.
Процес парування можна спостерігати пізньою весною, влітку та восени. У цей час дорослі самці проявляють агресивність до інших самців та підлітків свого виду, але байдужі до черепахами інших видів. Самиці влаштовують кубло у денний час в тій місцевості, де вони зазвичай мешкають. Вони обирають вологий ґрунт в тінистій місцині, яку легко розпушити. Зазвичай вони риють кілька ямок перед тим, як остаточно відкласти яйця. Гніздова камера має глибину 10 см.
Кладки робляться з березня по серпень. Велика самиця (вагою 867 г) відкладає кілька разів по 2—3 яйця. Дрібні самиці відкладають по 1 яйцю, але майже всі роблять 2—3 кладки на рік з інтервалом 1—2 місяці. Максимальна кладка складалася з 3 яєць, кожне з яких важить 54 г. Шкаралупа міцна. Черепашенята з'являються через 75—90 днів.
Тривалість життя до 20 років.
Черепахи даного виду в безлічі експортувалися в США з Тайваню. І зараз їх кількість неухильно зменшується через полювання для торгівлі і використання як сировини для медикаментів.

## Розповсюдження
Мешкає на півдні Китаю, о.Тайвань, островах Рюкю (Японія).